# Филиппов, Василий Андреевич
Василий Андреевич Филиппов (1843—1907) — российский архитектор. Кубанский областной архитектор.

## Биография
Родился в 1843 году в Санкт-Петербурге в семье мещанина. В 1859 году принят в 
Императорскую академию художеств. За время обучения получил малую серебряную медаль (1862). В 1865 году за проект «гостиного двора» удостоен звания свободного художника. В 1866 году получил  большую серебряную медаль за проект «женской гимназии на 600 человек», тогда же удостоен звания классного художника 3 степени.
В 1869 году приехал в Екатеринодар, занял должность помощника войскового архитектора. В 1870 году занял должность Кубанского областного архитектора. Работал в Екатеринодаре, и Кубанской области.
Имел награды: орден Святой Анны 3-й степени (1882).
Скончался 4 (17) сентября 1907 года. Похоронен на Всесвятском кладбище.

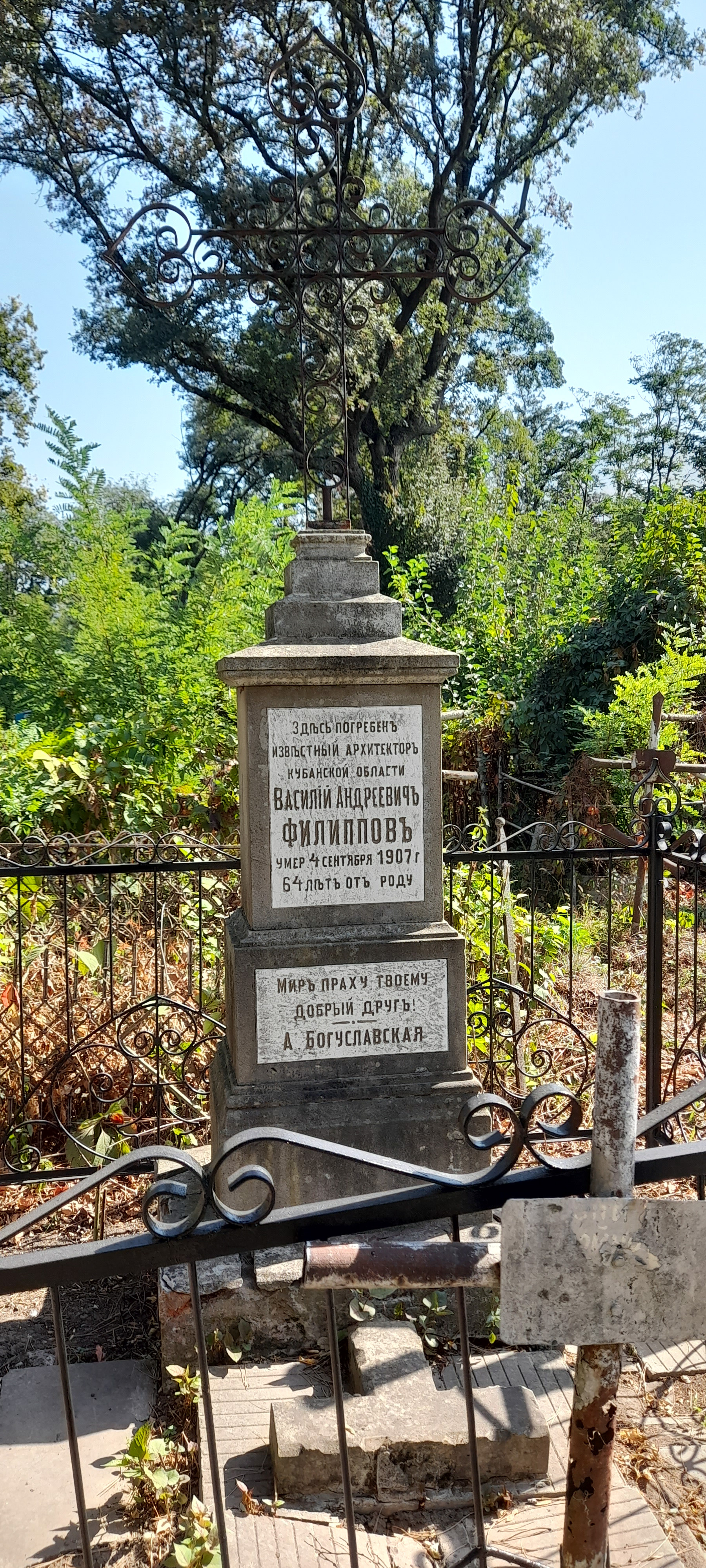
Могила архитектора В.А. Филиппова на Всесвятском кладбище в Краснодаре

## Проекты и постройки

### Краснодар
- Дом купца М. Н. Калашникова (1871);
- Войсковой тюремный замок (1876);
- Войсковая мужская гимназия (1876);
- Летний театр (1881);
- Собственный жилой дом (1881);
- Церковь во имя Святителя Николая Мирликийского на Дубинке (1883);
- Екатеринодарское духовное училище (1885);
- Храм во имя Покрова Пресвятой Богородицы  (1888);
- Здание женской гимназии (1888);
- Александровская триумфальная арка (1888; не сохранилась);
- Дом Колосовой (1894);
- Дом Ф. М. Акулова (1894);
- Часовня над могилой Войскового атамана Черноморского Казачьего Войска Ф. Я. Бурсака (1895);
- Проект здания Епархиального женского училища (1901, строительство вели архитектор И. К. Мальгерб и инженер Многолет);
- Проект Зимнего театра (1904, не осуществлён).
- Дом общества взаимного кредита (1906).

### Другие места
- Храм в честь Вознесения Господня во имя святых Димитрия и Михаила в Марие-Магдалиновской женской пустыни (1870-е);
- Церковь во имя Святого Благоверного князя Александра Невского в станице Фонталовской (1887);
- Обелиск в честь двухсотлетия Кубанского казачьего войска (1896).

## Галерея

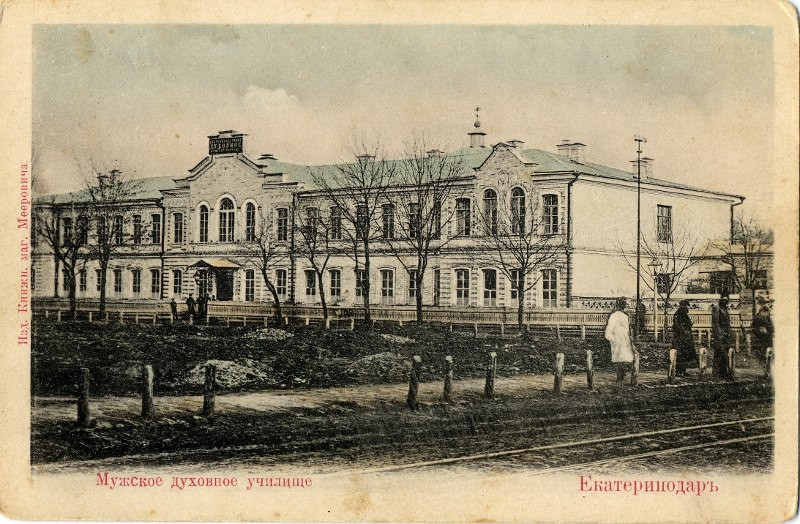
Здание Екатеринодарского мужского духовного училища
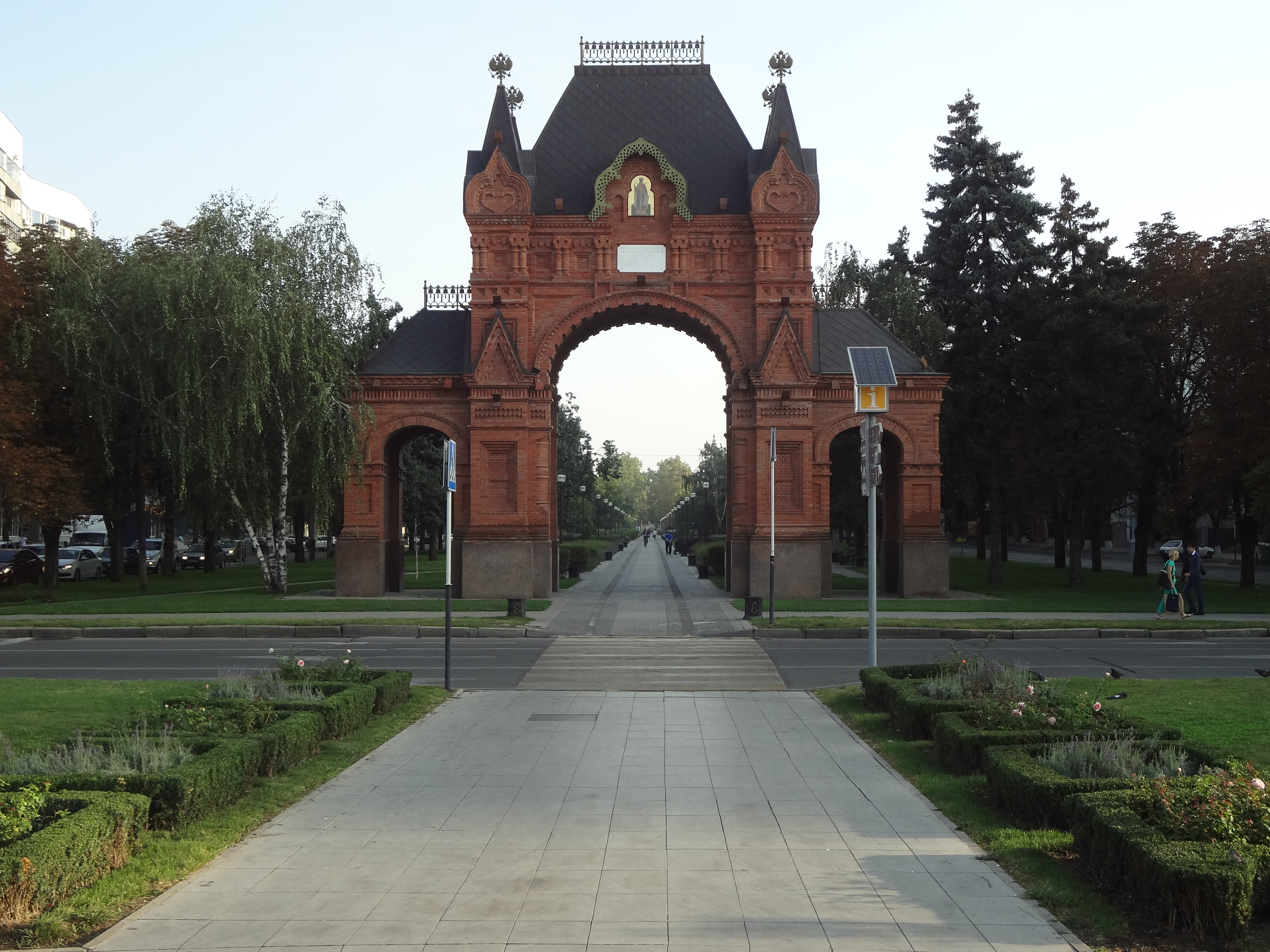
Александровская триумфальная арка
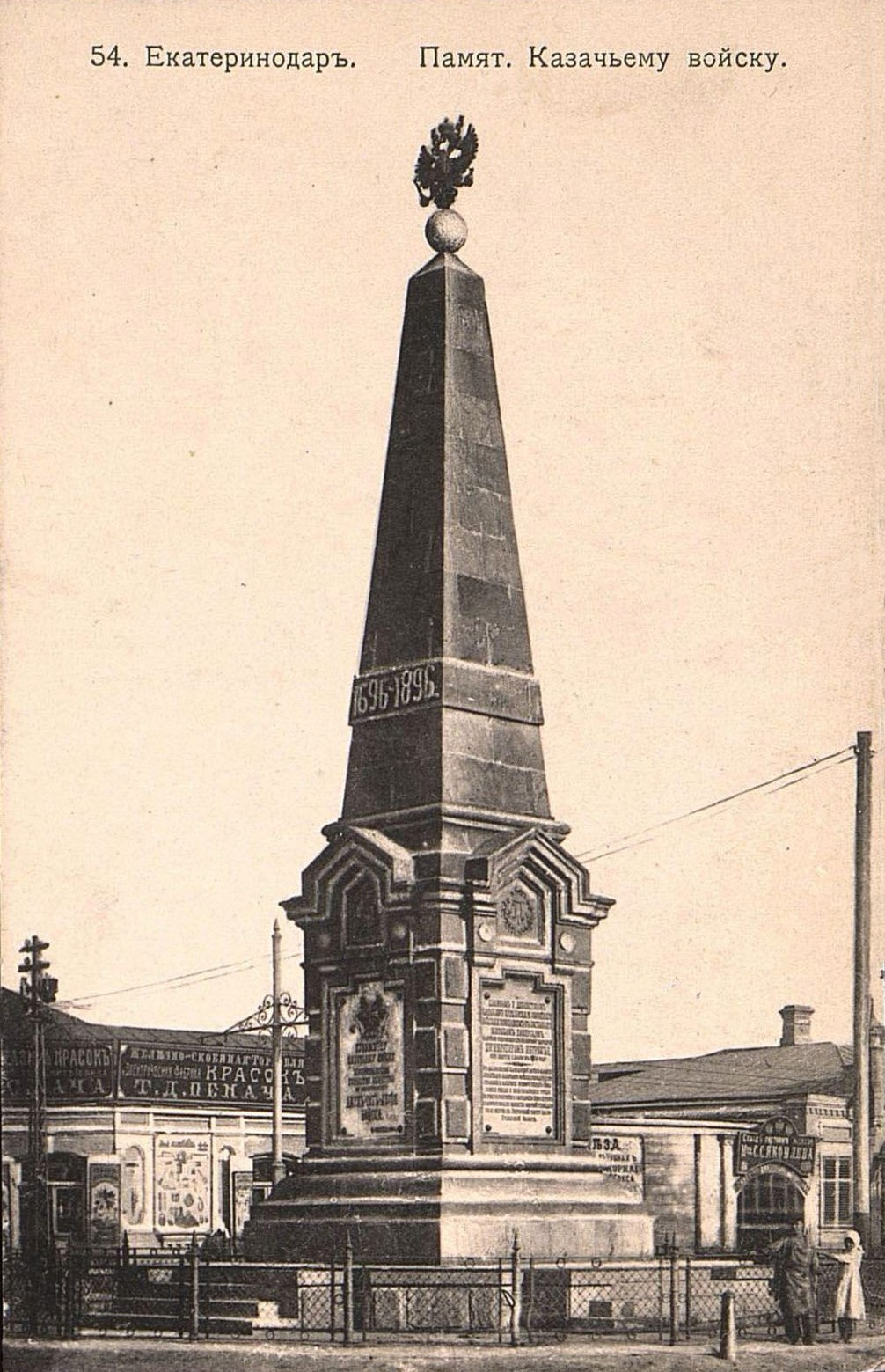
Обелиск в честь двухсотлетия Кубанского казачьего войска
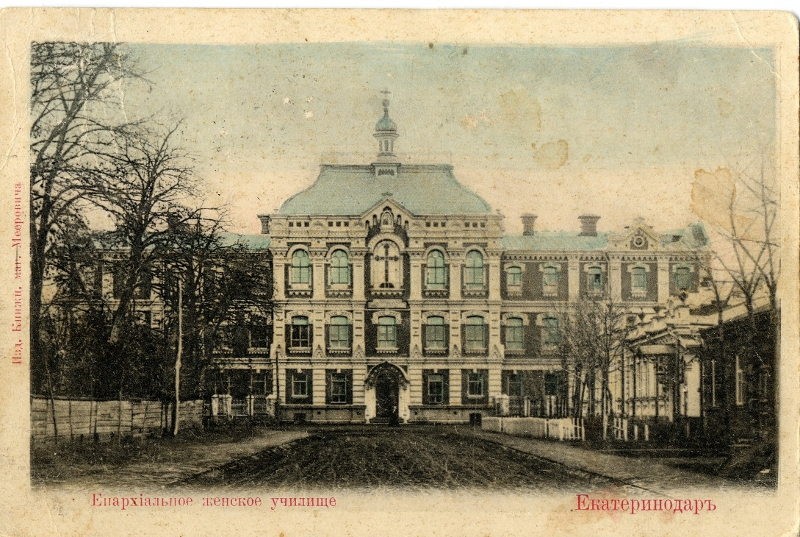
Екатеринодарское епархиальное женское училище